# Handlebars (canción de Jennie y Dua Lipa)
«Handlebars» es una canción de la cantante y rapera surcoreana Jennie y la cantante albanobritánica Dua Lipa. Fue lanzada a la radio pop contemporánea de EE. UU. a través de Columbia Records el 11 de marzo de 2025 como el quinto sencillo del álbum de estudio debut de Jennie, Ruby (2025). También fue lanzada a la radio italiana por Sony Music Italy el 14 de marzo. El video musical del sencillo fue dirigido por BRTHR y se estrenó el 10 de marzo.

## Antecedentes y lanzamiento
Tras su salida de YG Entertainment para centrarse en su carrera en solitario, Jennie fundó su propio sello discográfico llamado Odd Atelier en noviembre de 2023. En septiembre de 2024, firmó como artista solista con Columbia Records en asociación con Odd Atelier. Entre octubre de 2024 y febrero de 2025, Jennie lanzó «Mantra», «Love Hangover» y «ExtraL» como los tres primeros sencillos de su álbum de estudio debut. El 21 de enero, anunció oficialmente el título del álbum, Ruby, y su fecha de lanzamiento para el 7 de marzo de 2025. El anuncio estuvo acompañado de un video teaser que revelaba la lista de artistas invitados en el disco, entre ellos Dua Lipa. Jennie ya había colaborado anteriormente con Lipa como parte de Blackpink en la canción de 2018 «Kiss and Make Up».
El 18 de febrero, Jennie reveló la lista de canciones del álbum, confirmando que el dueto se titularía «Handlebars». El 27 de febrero, se publicó un video sampler del álbum con fragmentos de «Handlebars» y otras canciones inéditas de Ruby. Un día antes del lanzamiento del álbum, Jennie y Lipa adelantaron la canción publicando fotos en Instagram posando juntas, con Dua Lipa vistiendo un vestido de malla con cristales. Ruby se lanzó para descarga digital y streaming junto con el sencillo «Like Jennie» el 7 de marzo, mientras que «Handlebars» se incluyó como la cuarta canción del álbum. Este último fue enviado a la radio pop contemporánea de EE. UU. el 11 de marzo y a la radio italiana el 14 de marzo, convirtiéndose en el quinto sencillo del álbum.

## Composición y letra
«Handlebars» fue escrita por Dua Lipa, Delacey, Amy Allen, James Alan Ghaleb y Rob Bisel. Ha sido descrita como una canción de R&B «relajada» con una «instrumentación sensual impulsada por la batería» que evoca los latidos incontrolables de un corazón enamorado. La canción y su título comparan enamorarse con estrellarse en una bicicleta, con Jennie cantando en el coro sobre lanzarse sin reservas en el amor y sufrir las consecuencias.
En su primer verso, Jennie expresa el mensaje central de la canción, reflejando su frustración por entregarse al amor a pesar de haber salido lastimada antes. En el coro, el dúo compara su búsqueda del amor con embriagarse entre semana. Las referencias al alcohol continúan a lo largo de la canción, con Lipa pidiendo otra ronda antes de sentirse un poco ebria de amor en su verso.

## Video musical
El video musical de «Handlebars» fue dirigido por BRTHR y subido al canal de YouTube de Jennie el 10 de marzo. El video de «Handlebars» muestra a Jennie y Dua Lipa en un mundo psicodélico y futurista. Jennie aparece en una cama rodeada de pantallas y luego camina por un callejón lluvioso, donde congela la lluvia con un chasquido. Gran parte del video la muestra atrapada en una telaraña electrificada en forma de corazón, simbolizando el amor y el deseo. Dua Lipa llega desde otra dimensión y se une a Jennie en este escenario lleno de luces y monitores glitchy. Al final, ambas lloran chorros de agua brillante que chocan y crean un corazón ardiente flotante.

## Presentaciones en vivo
Jennie incluyó «Handlebars» en el setlist de su gira The Ruby Experience, que comenzó en Los Ángeles el 6 de marzo de 2025, coincidiendo con el lanzamiento de Ruby. También interpretó la canción para Billboard's Iconic Stage, cuya presentación fue subida a los canales oficiales de YouTube de Billboard y Billboard Korea el 12 de marzo.

## Posicionamiento en istas
| Listas (2025)                         | Mejor posición |
| ------------------------------------- | -------------- |
| Australia (ARIA)                      | 14             |
| Irlanda (IRMA)                        | 67             |
| Nueva Zelanda Hot Singles (RMNZ)      | 3              |
| Corea del Sur (Circle)                | 68             |
| Suecia Heatseeker (Sverigetopplistan) | 2              |
| Reino Unido (UK Singles Chart)        | 41             |

## Historial de lanzamiento
| Región         | Fecha               | Formato                | Sello      | Ref.   |
| -------------- | ------------------- | ---------------------- | ---------- | ------ |
| Estados Unidos | 11 de marzo de 2025 | Contemporary hit radio | Columbia   | [ 25 ] |
| Italia         | 14 de marzo de 2025 | Radio airplay          | Sony Italy | [ 26 ] |